# Classe Nino Bixio
La classe Nino Bixio fu una classe di esploratori della Regia Marina italiana, composta da due unità entrate in servizio nel 1914.
Evoluzione del di poco precedente esploratore Quarto, non si dimostrarono unità particolarmente riuscite a causa di un apparato motore a turbine a vapore complicato e di scarsa efficienza. Entrambe le unità (Nino Bixio e Marsala) prestarono servizio nel corso della prima guerra mondiale nel teatro del mare Adriatico, ma senza far registrare eventi particolarmente significativi per la maggior parte della guerra tranne che in alcuni scontri contro le unità di superficie della marina Austro-Ungarica; le due unità furono poi radiate tra il 1927 e il 1929 e avviate alla demolizione.